# Herm Winningham
Pour les articles homonymes, voir Winningham.
Herman Son Winningham, né le 1er décembre 1961 à Orangeburg (Caroline du Sud) aux États-Unis, est un ancien joueur des Ligues majeures de baseball.

## Carrière
Choix de premier tour des Mets de New York au repêchage de 1981, Winningham fait ses débuts dans les majeures avec cette équipe le 1er septembre 1984. Il a par la suite évolué à la position de voltigeur pour les Expos de Montréal, les Reds de Cincinnati (avec qui il a remporté la Série mondiale en 1990) et les Red Sox de Boston, avec qui il a disputé le dernier match de sa carrière le 3 octobre 1992.
En carrière, il a conservé une moyenne au bâton de ,239. Il a frappé 452 coups sûrs et volé 105 buts. Winningham n'a jamais été atteint par un lancer dans sa carrière, soit en 2 069 apparitions au bâton, ce qui le place au 4e de l'histoire pour le plus grand nombre de présences à la plaque sans être atteint.
Le 10 décembre 1984, Winningham a fait partie d'une importante transaction entre les Mets et les Expos, étant échangé à Montréal en compagnie de Hubie Brooks, Mike Fitzgerald et Floyd Youmans, en retour du receveur étoile Gary Carter.